# جيروم مارتن (سياسي)
جيروم مارتن (بالإنجليزية: Jerome Martin)‏ هو سياسي أمريكي، ولد في 24 سبتمبر 1908 في روكلاند في الولايات المتحدة، وتوفي في 27 يناير 1977 في ماديسون في الولايات المتحدة. حزبياً، نشط في الحزب الديمقراطي. وقد انتخب عضو مجلس ولاية ويسكونسن.